# 孫凝
孫凝（ソン・ウン、朝鮮語: 손응）は、高麗の軍人であり、朝鮮氏族の一直孫氏の始祖である。
中国宋朝出身で高麗に帰化した。
最初の名は荀凝であったが、高麗太祖を支援して三韓統一に功績を挙げ孫姓を下賜されたとも、或いは『東国輿地勝覧』によると、顕宗の諱の詢と同声であることを避けるため、荀から孫にしたともされる。